# 石侠
石侠（1923年—2015年5月14日），原名王瑞，陕西西安人，中国人民解放军大校。
早年参加抗日战争，并在第二次国共内战期间，担任团参谋长等职。中华人民共和国成立后，历任中国驻波兰使馆副武官，驻苏联使馆副武官、代武官。1982年8月，担任总参军训部部长，南京高级陆军学校副校长等职。2015年5月14日，在北京逝世。